# Alouette monotone
Mirafra passerina
Espèce
Statut de conservation UICN

 LC  : Préoccupation mineure
L'Alouette monotone (Mirafra passerina) est une espèce d'oiseaux. Comme toutes les alouettes, elle appartient à la famille des Alaudidae.

## Description
Cet oiseau mesure 14 cm pour une masse de 21 à 28 g.
Son aire s'étend à travers le nord de l'Afrique australe.

## Alimentation
Cette espèce se nourrit au sol d'insectes, d'araignées et de graines.